# Životni standard
 Životni standard opisuje fizičko blagostanje skupine ili pojedinih osoba. 
Standard se u znastvenoj ekonomiji mjeri s pokazateljima. Pri time se, ovisno o metodi uzimaju u obzir razni gospodarstveni i socijalni pokazatelji. 

## Pokazatelji
Na društvenoj razini često se koriste
- Bruto nacionalni dohodak
- dohodak po glavi stanovnika i drugih sličnih oznaka

U ekonomiji se koriste 
- Human Development Index kod Ujedinjenih Naroda. Kod tog Indeksa se uključuju i podatci o životu pismenosti i obrazovanju.

Na individualnoj razini obično postoje stavke poput modernog vozila, lijepe odjeća ili udoban stan kao izraz životnog standarda ili životnog stila. 

## Kritike
Kriticari koji kritiziraju društvo koje je orijentirano na rastu gospodarstva argumentiraju za pomak od pojma standard k pojmu kvaliteta života. Iz njihovog gledišta, gospodarski rast dovodi do problema kao što su sukobi resursa, vojne ekspanzije i onečišćenja. One dakle preferiraju definicije, koje su neovisne od rasta gospodarstva, kao što je nazočnost socijalne pogodnosti, pristup obrazovanju, čista priroda ili prirodno okruženje, mogućnosti za razne aktivnosti u slobodno vrijeme itd. 

Neki od kriterija koje navode predstavnici ove pozicije su kvalitativne a ne kvantitativne prirode.
Stoga im se predbacuje nedostatak mogućnosti mjerivosti rezultata.

## Vanjske poveznice
- poslovni.hr  Arhivirana inačica izvorne stranice od 11. travnja 2009. (Wayback Machine)